# 心斎橋筋商店街

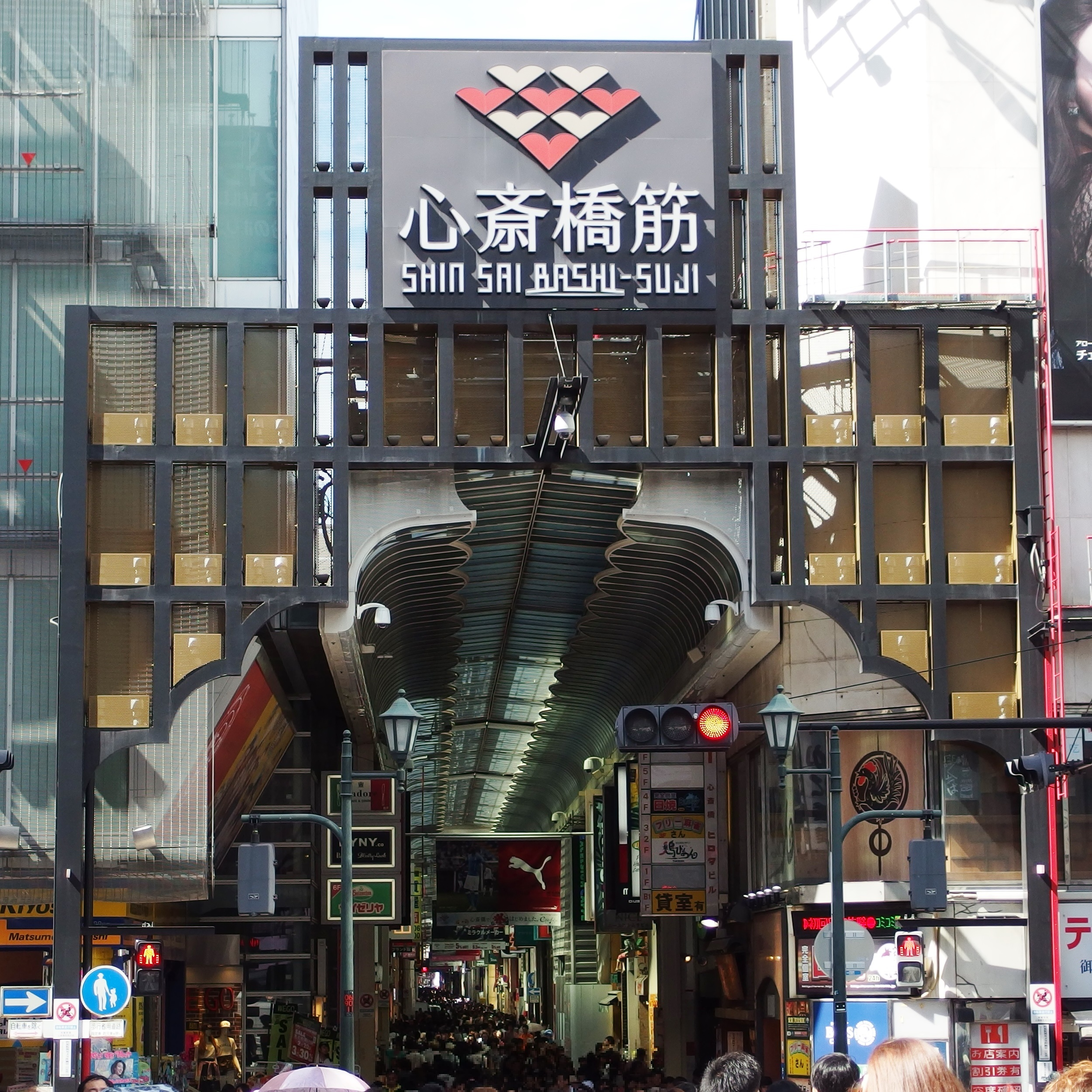
心斎橋筋商店街（2014年8月）

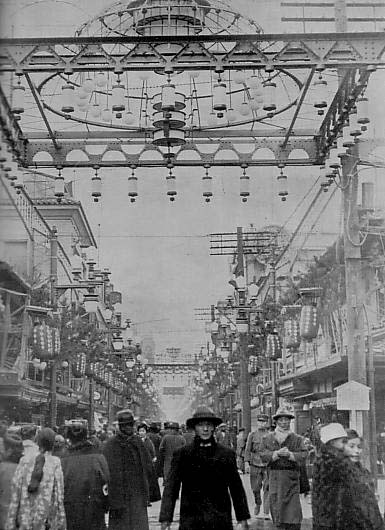
1930年代の心斎橋筋

心斎橋筋商店街 （しんさいばしすじしょうてんがい）は、大阪府大阪市中央区にあるアーケード商店街。

## 概要
アーケードは周防町通交差部で途切れるものの、鰻谷北通（心斎橋南詰）から宗右衛門町通（戎橋北詰）まで連続する。
現在の中央区道頓堀にあった芝居小屋と西区新町にあった新町遊廓を結ぶ道として1600年代初期から賑わいを見せていた。18世紀半ばに「呉服屋松屋」（今の大丸）が店を出した頃には、当時の心斎橋周辺に商店がいくつも集まり、すでに買い物の町として形成されていた。
近代以降は、大阪市の発展とともに心斎橋周辺も繁栄し「東の銀座、西の心斎橋」と並び称され、銀座をそぞろ歩く"銀ブラ"に対して"心ブラ"という言葉が生じた。
現在では、梅田の発展や他エリアの再開発進展などの結果、全国的な知名度もそれほどなくなっているが、大阪市では、一番のブランド力のある商店街であり、特にファッション関係では、ここに店を出すことがステータスとなるといわれている。

## 接続するアーケード
心斎橋筋北商店街・せんば心斎橋筋商店街
アーケードは南久宝寺町通交差部と中央大通交差部で途切れるものの、長堀通（心斎橋北詰）から南本町通まで連続する。新町遊廓へ至る順慶町通交差部を境に南が心斎橋筋北商店街、北がせんば心斎橋筋商店街となる。昔ながらの繊維問屋も多い。
戎橋筋商店街
アーケードは千日前通交差部で途切れるものの、道頓堀通（戎橋南詰）からなんさん通り（南海難波駅前）まで連続する。江戸時代中期に形成され、明治初頭にかけて拡大した難波新地（おおむね現在の中央区難波）を縦断する。

## アクセス
- Osaka Metro（御堂筋線・長堀鶴見緑地線）心斎橋駅

## 周辺情報
- クリスタ長堀
- ハンズ心斎橋店
- 心斎橋PARCO
- 大丸心斎橋店
- ホテル日航大阪
- 心斎橋オーパ
- アメリカ村
- 戎橋
- 道頓堀
- 千日前
- なんばウォーク